# Paquiarmateri
Els paquiarmateris (Pachyarmatherium) són un gènere extint de mamífers cingulats de la família dels paquiarmatèrids que visqueren a les Amèriques durant el Plistocè. Se n'han trobat restes fòssils al Brasil, Costa Rica, els Estats Units i Veneçuela. Té els osteodermes de l'interior de la cuirassa extremament petits. El nom genèric Pachyarmatherium significa 'bèstia amb armadura pesant' en llatí.